# Ethiopiques
Ethiopiques es una serie de discos compactos interpretados por cantantes e instrumentistas etíopes y eritreos. La mayor parte de los CD recopilan sencillos y álbumes editados en Etiopía durante los años 60 y 70 del siglo XX por las compañías Amha Records, Kaifa Records y Philips-Ethiopia. En ellos aparecen prominentes vocalistas y músicos de la época, como Alemayehu Eshete, Asnaketch Worku, Mahmoud Ahmed, Mulatu Astatke y Tilahun Gessesse.
La compañía discográfica francesa Buda Musique inició la serie Ethiopiques en 1997, recopilando inicialmente música popular etíope de los 1960s y 1970s. Varios de los CD siguientes se centraron en la música tradicional, mientras que otros se dedicaban a músicos individuales o estilos específicos. 
Hasta el año 2017 se habían lanzado un total de 30 grabaciones. Su editor actual es Francis Falceto.
Algunas de las canciones del volumen 4 de Ethiopiques fueron utilizadas en la banda sonora de la película Broken Flowers de Jim Jarmusch.,

## Discografía
- (1998) Ethiopiques Volumen 1: The Golden Years of Modern Ethiopian Music, varios artistas
- (1998) Ethiopiques Volumen 2: Tètchawèt! Urban Azmaris Of The 90s, varios artistas
- (1998) Ethiopiques Volumen 3: Golden Years Of Modern Ethiopian Music, varios artistas
- (1998) Ethiopiques Volumen 4: Ethio Jazz & Musique Instrumentale, 1969-1974, Mulatu Astatke
- (1999) Ethiopiques Volumen 5: Tigrigna Music, varios artistas
- (1999) Ethiopiques Volumen 6: Almaz, Mahmoud Ahmed
- (1999) Ethiopiques Volumen 7: Ere Mela Mela, Mahmoud Ahmed
- (2000) Ethiopiques Volumen 8: Swinging Addis, varios artistas
- (2001) Ethiopiques Volumen 9, Alemayehu Eshete
- (2002) Ethiopiques Volumen 10: Tezeta - Ethiopian Blues & Ballads, varios artistas
- (2002) Ethiopiques Volumen 11: The Harp of King David, Alemu Aga
- (2003) Ethiopiques Volumen 12: Konso Music and Songs, varios artistas
- (2003) Ethiopiques Volumen 13: Ethiopian Groove, varios artistas
- (2003) Ethiopiques Volumen 14: Negus of Ethiopian Sax, Getachew Mekurya
- (2003) Ethiopiques Volumen 15: Jump to Addis, varios artistas
- (2004) Ethiopiques Volumen 16: The Lady With the Krar, Asnaketch Worku
- (2004) Ethiopiques Volumen 17, Tilahun Gessesse
- (2004) Ethiopiques Volumen 18: Asguèbba! varios artistas
- (2005) Ethiopiques Volumen 19: Alemye, Mahmoud Ahmed
- (2005) Ethiopiques Volumen 20: Live in Addis, Either/Orchestra con Mulatu Astatke, Getachew Mekurya, Tsedenia G. Markos, Bahta Hewet, Michael Belayneh
- (2006) Ethiopiques Volumen 21: Ethiopia Song, Emahoy Tsegue-Mariam Gebrou
- (2007) Ethiogroove (DVD): Mahmoud Ahmed & Either/Orchestra, con Tsedenia G. Markos
- (2007) Ethiopiques Volumen 22: Alèmayèhu Eshèté
- (2007) Ethiopiques Volumen 23: Orchestra Ethiopia
- (2009) Ethiopiques Volumen 24: Golden Years of Modern Ethiopian Music 1969–1975
- (2009) Ethiopiques Volumen 25: Modern Roots 1971–1975
- (2010) Ethiopiques Volumen 26: Mahmoud Ahmed & His Imperial Bodyguard Band 1972-74
- (2010) Ethiopiques Volumen 27: Centennial of the First Ethiopian Recordings, Tèssèma Eshèté 1910
- (2013) Ethiopiques Volumen 28: Ali Mohhamed Birra. Great Oromo Music
- (2014) Ethiopiques Volumen 29: Kassa Tessema
- (2017) Éthiopiques Volumen 30: "Mistakes On Purpose", Girma Bèyènè & Akalé Wubé